# Nivenia binata
Nivenia binata är en irisväxtart som beskrevs av Friedrich Wilhelm Klatt. Nivenia binata ingår i släktet Nivenia och familjen irisväxter. Inga underarter finns listade i Catalogue of Life.